# Банда Станислава Черепахи
Банда Станислава Черепахи — жестокая организованная преступная группировка, действовавшая в 1995 — 2003 годах в Шадринске и Курганской области, а также в Крыму.

## Станислав Черепаха
Одним из лидеров банды был житель города Шадринска в Курганской области Станислав Валерьевич Черепаха. Он родился в 1974 году, в начале 1990-х годов занимался боксом и до вступления в банду не был судим. В 1994 году Черепаха вступил в шадринскую преступную группировку, возглавляемую криминальным авторитетом Андреем Лоскутовым («Рэкс»). Эта группировка начала свою преступную деятельность с начала 1990-х годов. Примерно в это же время Лоскутов познакомился в секции рукопашного боя с братьями Дмитрием и Вячеславом Прямоносовыми, которые позже вступили в его группировку. Изначально братья занимались охраной лидеров банды, а позже принимали участие в убийствах и нападениях, организованных в интересах ОПГ.

## Преступная деятельность группировки Лоскутова
Андрей Лоскутов совместно с ещё одним криминальным авторитетом Шадринска Юрием Горожанцевым на основе своей банды организовали преступную группировку. Сначала участники банды совершали разбойные нападения на людей и отнимали у них ценные вещи. Кроме этого, они занимались вымогательством денег у коммерсантов, при этом запугивая их. Главной целью группировки было установление контроля над коммерческими предприятиями Шадринска. Черепаха быстро набирал авторитет в банде и вскоре стал одним из её руководителей.
Всего в группировку входили более десяти человек. Арсенал банды состоял из пистолетов Макарова, ТТ и Glock, револьверов, автоматов, охотничьих ружей, карабинов, обрезов, патронов, гранат, ножей и кастетов. В банде были строгие правила — её участники тщательно избегали любых контактов с представителями других ОПГ и не искали возможности сотрудничества с представителями правоохранительных органов. Сотрудничество с теми и другими считалось предательством банды.
В апреле 1994 года Черепаха совместно с другим участником группировки Пушкарёвым должен был совершить убийство другого криминального авторитета — Сергея Усманова. В конце апреля бандиты нашли и подготовили самодельный пистолет с глушителем и предварительно проверили его в одной из квартир. Позже Пушкарёв показал Черепахе, как стрелять из пистолета. Вечером 26 апреля сообщники киллеров следили за Усмановым и рассказали Черепахе, где находится криминальный авторитет. Вечером того же дня Черепаха несколько раз выстрелил в Усманова на улице Розы Люксембург. Получивший два огнестрельных ранения головы, Усманов был доставлен в больницу, где скончался. На следующий день на одном из садовых участков в Шадринске бандиты избавились от следов преступления — передали Пушкареву его пистолет и одежду Черепахи, которую тот впоследствии сжёг. После этого убийства территория, ранее контролируемая Усмановым, перешла под власть группировки Лоскутова.
В феврале 1995 года Черепаха согласился убить ещё одного криминального авторитета — Геннадия Фомина, который в это время находился в больнице с травмой ноги. Черепаха вместе с другим участником группировки вычислили палату, где лежал Фомин, после чего бандиты днём зашли в больницу и открыли задвижку изнутри в окне на первом этаже. Ночью 17 февраля Черепаха наблюдал за обстановкой возле больницы, а в это время Юрий Горожанцев залез через окно, приставил к голове дежурного врача пистолет и отправился с заложником к палате Фомина. Фомин закрыл дверь костылем так, чтобы её было невозможно растворить: открывалась лишь небольшая щелка. Горожанцев приоткрыл дверь палаты, в которой лежал Фомин, и, просунув руку, несколько раз выстрелил в него. Криминальный авторитет получил три ранения. Посчитав, что Фомин мёртв, киллер убежал из больницы, но авторитет остался жив, так как раны оказались неопасными для жизни, и врачи быстро оказали ему помощь. Несмотря на то, что Фомин выжил, несколько контролируемых им объектов были отобраны бандитами Лоскутова.
24-летний Руслан Владимирович Никитин учился в нескольких вузах, владел иностранными языками, занимался спортом, вел свой бизнес. Однажды он познакомился с подругой Горожанцева и имел неосторожность сказать ей, что бандиты для нее — не лучшая компания. Узнав об этом, Горожанцев решил уничтожить Никитина. Исполнителем убийства назначил Дмитрия Прямоносова, которому только что исполнилось 18 лет. Прямоносов нанёс Никитину 18 ножевых ранений, за убийство он получил 5 000 долларов США.
Участникам ОПГ удалось установить контроль над многими коммерческими структурами города, при этом они иногда убивали бизнесменов, которые не желали им подчиняться. Кроме этого, бандиты совершили ряд убийств участников конкурирующих преступных группировок. Также жертвами бандитов были свидетели преступлений, в одном случае был расстрелян случайный прохожий. В качестве орудий убийств бандиты использовали не только огнестрельное оружие, но и капроновые верёвки. Причём убийства совершались на глазах множества свидетелей. Группировка действовала не только в Шадринске, но и в некоторых других районах Курганской области. Кроме этого, Черепаха установил связи с криминальными авторитетами Крыма. Одним из них был Александр Радов, чья группировка контролировала часть Евпатории. Черепаха помогал ему в борьбе при разделе сфер влияний с местными преступными группировками. Так, в 1996 году по заказу Радова Прямоносов убил бизнесмена Кашина.
Бандиты решили взять под свой контроль местный рынок алкоголя. До 1995 года директор АООТ «Шадринский пивзавод» Михаил Викторович Шадских пользовался услугами криминального покровительства. Со временем его познакомили с Андреем Лоскутовым. Чтобы заставить руководство предприятия платить за так называемую «крышу», Андрей Лоскутов попросил дружественную криминальную группировку из Тюмени приехать к директору пивзавода и напугать его. После угроз тюменских бандитов сжечь предприятие Шадских обратился за помощью к местной ОПГ. Лоскутов принял предложение. Благосостояние бандитов резко увеличилось. Когда члены группировки заподозрили, что Андрей Лоскутов хочет уехать из России, то решили его устранить.

## Деятельность группировки после убийства Лоскутова
В марте 1996 года Черепаха решил устранить Лоскутова и возглавить группировку. Станислав Черепаха выманил «Рэкса» в Тюмень, рассказав, что местные бизнесмены якобы предлагают им войти в нефтяной бизнес. Бандиты поехали с Лоскутовым в лес на шашлыки, чтобы обсудить детали несуществующей сделки. Там Черепаха и Горожанцев расстреляли Лоскутова, а затем отрубили ему голову и закопали в лесу. После убийства главаря ОПГ бандиты решили устранить его гражданскую жену Ольгу Зеленину, потому что она могла рассказать милиции про бандитов. Под предлогом встречи с Лоскутовым (к тому моменту уже убитым) в Челябинске они вывезли женщину на автомобиле в лесной массив, задушили её, а тело спрятали в сено и сожгли.
В 1997 году бандиты решили полностью взять под свой контроль местный рынок алкоголя. С этой целью они решили устранить криминального авторитета Алексея Юрченко («Леша Мафия»), державшего под контролем алкогольный бизнес города. Черепаха заплатил 10 тысяч долларов и передал оружие участнику банды Чернисину, который собрал людей для исполнения убийства. Юрченко был убит бандитами в октябре 1997 года в помещении частного предприятия «Центр». Также был убит компаньон Юрченко Эдуард Селин.
Пытаясь откупиться, Михаил Шадских подарил рэкетирам отдельную линию по розливу «левой» водки, но бандитам этого было мало. Тогда Шадских обратился в управление по борьбе с организованной преступностью с заявлением о вымогательстве. В апреле 1998 года участники банды попытались убить директора АООТ «Шадринский пивзавод» Михаила Шадских. Но покушение сорвалось, и киллеры были задержаны милицией. Прямоносовых осудили за незаконное хранение огнестрельного оружия. Им дали по два года. Вскоре сдался Юрий Горожанцев. За вымогательство он отправился в ту же колонию, где отбывали срок Прямоносовы.
В 1999 году Черепаха был объявлен в розыск милицией. Главарь банды переехал жить в Крым, при этом продолжая оттуда руководить группировкой. Крышевание АООТ «Шадринский пивзавод» приносило банде немалую выгоду. В августе 1999 года Черепаха придумал план устранения Горожанцева, который покровительствовал деятельности пивзавода и мог вытеснить Черепаху из этого бизнеса. 25 декабря 1999 Горожанцев был ранен выстрелами киллера. Посчитав, что криминальный авторитет мёртв, наёмный убийца скрылся. Несмотря на то, что пули попали Горожанцеву в голову, ему вовремя оказали медицинскую помощь и он выжил, но потерял зрение. Опасаясь того, что Черепаха впоследствии всё же сможет его убить, Горожанцев передал ему контроль над рынком алкоголя, и занялся более мелкими делами.
Директор пивзавода Михаил Шадских был арестован по обвинению в махинациях с налогами. В начале 2001 года руководство пивоваренного завода начало постепенно вытеснять бандитов из своего бизнеса. Генеральный директор ОАО «Шадринский пивзавод» Константин Павлович Бочаров, 1969 года рождения, отказался платить группировке. Выйдя на свободу, Михаил Шадских понял, что прибыльное предприятие уплыло из его рук. Он подал в суд и выиграл его. Бочаров заключил мировое соглашение с Шадских и перестал платить криминальному авторитету. Тогда у Черепахи уже созрел план убийства Константина Бочарова.
Подготовка к покушению на Бочарова велась бандитами почти полгода. За бизнесменом установили слежку. 23 марта 2001 года Бочаров по приказу Черепахи был убит на автотрассе, когда он вместе с женой Ольгой и своим водителем Сергеем Сиговым ехал из Кургана в Екатеринбург. Когда машина киллеров (одним из которых был Дмитрий Прямоносов) поравнялась с автомобилем Бочарова, убийцы, расстреляли его из автоматов и обреза. В машину бизнесмена было выпущено не менее 25 пуль. Когда автомобиль улетел в кювет, киллеры добили всех троих людей. Деньги за исполнение убийства киллерам передала родственница Черепахи. Это массовое убийство стало самым резонансным преступлением банды, и именно с расследования этого уголовного дела оперативникам окружной милиции удалось выйти на всех участников банды.
Живя в Крыму, Черепаха продолжал сотрудничать с Александром Радовым, главой правления АО «Иссон» (Уютненский винзавод). Позже главарь банды решил устранить Радова и завладеть его бизнесом. В 2002 году Черепаха отдал приказ об убийстве Радова Дмитрию Прямоносову. Прямоносов приобрёл автомат «Узи» израильского производства и около 8 часов утра 25 сентября 2002 года расстрелял 36-летнего криминального авторитета возле дома на улице Перекопской (город Евпатория), где тот проживал со своей супругой и дочерью-школьницей. Выстрелы раздались сразу же, как только он сел в ожидавшую его у подъезда «Ладу». При этом были тяжело ранены водитель и охранник Радова. После убийства некоторые коммерческие объекты, ранее принадлежавшие Радову, перешли под контроль Черепахи. Правоохранительным органам Украины не удалось раскрыть это преступление, и уголовное дело было приостановлено. Оно было раскрыто только после вхождения Крыма в Россию.
По данным следствия, всего участники банды совершили 21 убийство. Уже после ликвидации группировки её отдельные участники продолжали исполнять заказные убийства.

## Аресты, следствие и суд. Судьба участников банды
Разработкой банды занимались оперативники главного управление МВД по Уральскому федеральному округу. Всего по материалам оперуполномоченных ГУ МВД России по УрФО удалось доказать совершение 29 особо тяжких преступлений, среди которых 18 умышленных убийств, 7 разбойных нападений, совершенных в составе банды, уголовные дела по которым ранее были приостановлены. Также в ходе расследования удалось выявить ещё восемь преступлений — три умышленных убийства, два разбойных нападения и бандитизм.
Станислав Черепаха был задержан в 2003 году. По словам самого Черепахи, задержание произошло случайно. Находясь в Евпатории, он переходил дорогу по пешеходному переходу и был опознан водителем одной из машин, стоящих на красный свет. К тому времени большая часть участников группировки уже были осуждены. Пока главарь находился в колонии, оставшиеся на свободе бандиты стали заниматься исполнением заказных убийств и совершением других преступлений. В октябре 2003 года Дмитрий Прямоносов совершил убийство жителя Шадринска в лесном массиве на трассе «Екатеринбург-Курган», где впоследствии и закопал его труп. В ноябре 2003 года он угнал у жителя Челябинской области автомобиль BMW. Эту машину он использовал при совершении разбойных нападений.
В 2004 году Черепаха был приговорён к 11 с половиной годам лишения свободы за убийство Андрея Лоскутова. В мае 2004 года Прямоносов и ещё один участник банды совершили нападение на водителя автомобиля. Бандиты вывезли его в лес и убили, а автомобиль угнали. Позже эта машина использовалась при совершении убийства криминального авторитета Шадринска, конфликтовавшего с лидером банды.
В 2005 году Дмитрием Прямоносовым было организовано убийство лидера криминального мира Шадринска Виктора Алексеевича Бологова. В 2006 году Прямоносов попытался при помощи самодельного взрывного устройства убить предпринимателя Руслана Евлоева.
В 2006 году стали известны новые подробности преступной деятельности Черепахи. Отбывая наказание в колонии ИК-2 в городе Челябинске, Станислав Черепаха создал из числа заключенных новую организованную преступную группу, целями которой были шантаж и вымогательство денег у некоторых бывших «клиентов» банды. Бандой в ход был пущен компромат гомосексуального характера. В итоге его план провалился и он был приговорён дополнительно к 16 годам заключения. Понимая, что правоохранительным органам могут стать известны и другие его преступления, в том числе многочисленные убийства, в 2011 году он заключил досудебное соглашение о сотрудничестве с прокурором и активно помогал следствию. Этим он обезопасил себя от пожизненного заключения, которое грозило ему за большое количество совершённых им тяжких преступлений. По большинству из них уже прошёл срок давности, когда можно было осудить за убийства и другие преступления. Черепаха активно помогал следствию, выполнив все обязательства заключенной договорённости.
В 2007 году Юрий Горожанцев был убит участниками враждебной преступной группировки. 10 октября 2010 года Вячеслав Прямоносов совершил убийство имама расположенной в Новом Уренгое мечети «Нур Ислама» Исомитдина Акбарова. Киллер расстрелял автомобиль Акбарова из автомата Калашникова.
В Шадринске в марте 2011 года застрелили местного предпринимателя Александра Кирюханцева, который был приверженцем ислама и носил мусульманское имя Абу Бакр.
Позже Дмитрий Прямоносов был задержан, полностью признал свою вину и пошёл на сделку со следствием, что позволило ему, как и Черепахе, избежать пожизненного лишения свободы. Дело в отношении Прямоносова было выделено в отдельное производство. Ему были предъявлены обвинения в бандитизме, убийстве при отягчающих обстоятельствах, разбое, грабеже, в умышленном причинении тяжкого вреда здоровью, а также в незаконном приобретении, хранении, перевозке, ношении оружия, его основных частей, боеприпасов, взрывчатых веществ и взрывных устройств.
Уголовное дело Черепахи насчитывало 47 томов. Так как главарь группировки пошёл на сделку со следствием и признал свою вину, его дело рассматривается в особом порядке (без допроса свидетелей). Подсудимый обвинялся в создании банды и организации убийств. Изначально его обвиняли в 10 тяжких преступлениях, позже судья по трём из них (убийство Усманова, покушения на Юрченко и Шадских) вынесла решение о прекращении уголовного преследования в связи с истечением срока давности. На суде было доказано, что участники банды совершили 29 особо тяжких преступлений, в том числе 18 умышленных убийств и 7 разбойных нападений в составе банды. С целью смягчения наказания адвокат представил суду положительные характеристики подзащитного, в частности, заместитель директора шадринской мотокоманды «Торпедо» и директор городской спортивной школы написали, что Черепаха оказывал спортсменам финансовую поддержку. Кроме того, подсудимый предъявил полученные в 1990-х годах благодарственные письма от администрации города Тюмени, от главного управления образования Курганской области и от мэра Кургана Анатолия Ельчанинова.
В январе 2014 года Черепаха был признан виновным в бандитизме, убийствах и покушениях на убийства и приговорён к 23 годам тюрьмы с учётом неотбытого предыдущего срока. Срок отбывания исчислять с 29 января 2014 года. На суде он просил прощения у родственников и друзей убитых им людей, кроме того, он сказал, что если выживет в тюрьме и выйдет на свободу после отбытого срока, то обязательно заведет семью, и будет спокойно доживать свои дни где-нибудь в тихом месте, не забыв при этом помочь родственникам убитых им людей. Также в своём последнем слове Черепаха заявил, что был вынужден совершать убийства, так как в противном случае его самого убили бы. По его словам, он понимал, что все решения конфликтов и споров на тот момент решались таким образом. Черепаха отбывает наказание в колонии строгого режима в городе Копейске Челябинской области.
В том же году Дмитрий Прямоносов за убийство пяти человек и разбои был приговорён к 21 году лишения свободы.
В начале 2015 года Управление Генпрокуратуры РФ в УрФО направило уголовное дело Черепахи в Верховный суд Республики Крым в связи с его причастностью к убийству Радова. Сам Черепаха полностью признал свою вину в организации этого убийства.
В мае 2015 года Верховный суд Республики Крым приговорил 37-летнего Дмитрия Михайловича Прямоносова к 10 годам лишения свободы. С учётом неотбытого наказания по предыдущему приговору за убийства, разбои и другие преступления Д. Прямоносову окончательно определено наказание в виде 22 лет лишения свободы с отбыванием в исправительной колонии строгого режима.
В июне 2015 года Верховный суд Республики Крым приговорил 43-летнего Станислава Валерьевича Черепахау к 7,5 годам лишения свободы. С учётом неотбытого наказания по предыдущему приговору за убийства, вымогательства и другие преступления осужденному С. Черепахе окончательно определено наказание в виде 23 лет лишения свободы. Отбывает наказание в исправительной колонии № 1 города Копейска Челябинской области.
Расследование дела пока не завершено. Вячеслав Михайлович Прямоносов, 1975 года рождения, находился в федеральном розыске. Однако был пойман 2 июля 2021 года в 4:00 в районе деревни Мыльниково, расположенной в 5 километрах на запад от Шадринска в Курганской области. Сотрудники управления уголовного розыска УМВД по Курганской области при силовой поддержке бойцов СОБРа Росгвардии в лесном массиве был задержан данный гражданин. Прямоносов прятался в лесу и выходил из своего убежища только по ночам. Во время такой прогулки его и задержали, «реализовав оперативную информацию». После задержания его сразу же вывезли в Курган и вышли в суд с ходатайством об аресте. Данное ходатайство суд удовлетворил, Прямоносова заключили под стражу на 2 месяца. Возможно он 17 мая 2001 года убил редактора областной общественно-политической газеты «Курганские вести» Владимира Васильевича Кирсанова. Сергей Пайвин находится в федеральном розыске.